# Elenore Abbott

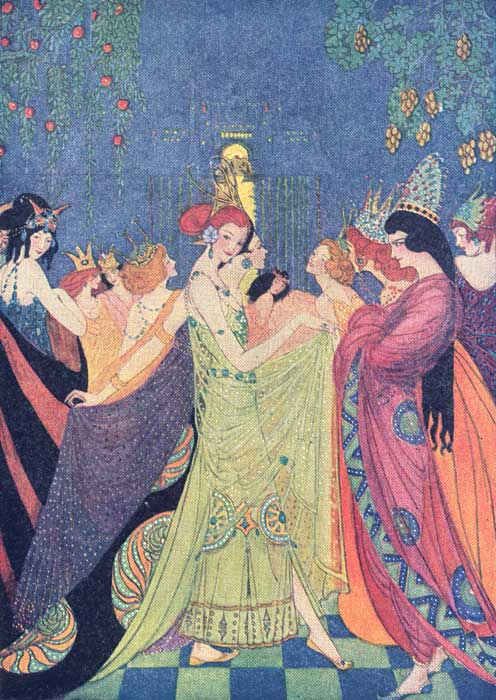
Die zertanzten Schuhe, 1920

Elenore Abbott (* 1876 als Elenore Henries Plaisted in Lincoln, Maine; † 1935) war eine US-amerikanische Buchillustratorin, Bühnenbildnerin und Malerin von Landschaften und Porträts.

## Frühe Jahre
Elenore Henries Plaisted, Tochter von Emma Henries (um 1850–1923) und Thomas Merril Plaisted (1848–1892), beide aus Maine, wurde 1876 im Penobscot County geboren. Über ihre Jugendjahre ist nichts bekannt. Sie studierte sowohl Kunst an der Philadelphia School of Design for Women und an der Pennsylvania Academy of the Fine Arts in den Vereinigten Staaten als auch an der Académie des Beaux-Arts in Paris (Frankreich), wo ihre Werke ausgestellt wurden. 1899 kehrte sie in die Vereinigten Staaten nach Philadelphia (Pennsylvania) zurück. Howard Pyle, ihr Lehrer am Drexel Institute, hatte einen starken Einfluss auf ihre Arbeit. Sie sagte später, dass ihre Lieblingsstücke unter seiner Anleitung entstanden.

## Berufliche Laufbahn
Plaisted, besser bekannt für ihre Buchillustrationen, war auch als Landschafts- und Porträtmalerin sowie Bühnenbildnerin tätig. In diesem Zusammenhang ist ihre Arbeit am Hedgerow Theatre bei der Produktion von The Emperor Jones zu nennen. Sie produzierte Illustrationen für das Harper’s Magazine, die Saturday Evening Post und das Charles Scribner’s Sons Magazine. Ferner erstellte sie Buchillustrationen zu den Werken von Robert Louis Stevenson (Die Schatzinsel und Entführt), von Johann David Wyss (Der Schweizerische Robinson), von Louisa May Alcott (Ein Mädchen aus der alten Schule) und Grimms Märchen.

„Elenore Abbott loves her fairy tales, and no child who receives such a book will be disappointed... Elenore Abbott is not on the surface a clever artist; her active, vigorous yet idealist’s mind is brought into subjection and guides the long sensitive fingers that hold the water color brush.
– Evan Nagel Wolf, 1919“

Sie war Mitglied im Philadelphia Water Color Club und Philadelphias The Plastic Club, einer Organisation, die durch Künstlerinnen zur Förderung von Kunst um der Kunst Willen geschaffen wurde. Zu ihren Mitgliedern zählten unter anderen Jessie Willcox Smith, Violet Oakley und Elizabeth Shippen Green. Sie gehörten alle einer Gruppe der Neuen Frau an. Im Verlauf des 19. Jahrhunderts stiegen die Bildungsmöglichkeiten für die Frauen, und die Künstlerinnen unter ihnen wurden Teil eines der ersten Geschäftsfelder. In diesem Zusammenhang gründeten manche Frauen in der Kunst eigene Kunstvereine. Kunstwerke von Frauen wurden im Allgemeinen als minderwertig erachtet. Um diesen Stereotyp Frau zu überwinden, wurden die Frauen immer lauter und selbstbewusster bei der Förderung von Frauenarbeit, was ein Teil des aufkommenden Bildes von der gebildeten, modernen und freien Neuen Frau wurde. Ende des 19. Jahrhunderts und Anfang des 20. Jahrhunderts waren etwa 88 % der Abonnenten der 11.000 Magazinen und Zeitschriften Frauen. Als Frauen in die Künstlergemeinschaft eintraten, stellten Verleger Frauen ein, um Illustrationen anzufertigen, welche die Welt durch die Perspektive von Frauen darstellten. Weitere erfolgreiche Illustratoren waren Jennie Augusta Brownscombe und Rose O’Neill.

## Privatleben
Am 14. Juni 1898 heiratete Elenore Abbott Charles Yarnall Abbott, Sohn von William A. Abbott, in Philadelphia, den sie am Drexel Institute kennenlernte. Er war ein Künstlerkollege und Rechtsanwalt. Nach 1911 lebte die Familie in Rose Valley (Pennsylvania). Ihr Ehemann entwarf das Familienhaus mit einem Studio für Elenore und eines für sich selbst. Das Paar bekam eine Tochter namens Marjorie „Peggy“ Yarnall Abbott (* 28. März 1909), die nach der Schwester von Elenore benannt wurde. Nach dem Tod ihrer Schwester holten die Abbotts deren Töchter, Sonya und Elenore, zu sich und adoptierten sie. Elenore Plaisted Abbott half 1928 bei der Errichtung des Rose Valley Schwimmbads, welches auf dem gespendeten Land der Abbotts erbaut und durch den Verkauf von einigen von Elenores Gemälden mitfinanziert wurde.

## Werke (Auswahl)

### Illustrationen
- Anna Maynard Barbour: That Mainwaring Affair, illustriert durch Eleanore Abbott (1901), Philadelphia, London: J.B. Lippincott Company, OCLC 10756052
- Edward Childs Carpenter: Captain Courtesy: A Tale of Southern California, illustriert durch Eleanore Abbott (1906), Philadelphia: G.W. Jacobs
- Dwight Burroughs: Jack, the Giant Killer, Jr., illustriert durch Helen Alden Knipe und Elenore Abbott (1907), George W. Jacobs
- Edward Childs Carpenter: The Code of Victor Jallot: A Romance of Old New Orleans, illustriert durch Eleanore Abbott (1907), Philadelphia: G.W. Jacobs
- Elbridge H. Sabin: The Magical Man of Mirth, illustriert durch Helen Alden Knipe und Elenore Abbott (1910), George N. Jacobs
- Nathaniel Hawthorne: A Wonder Book and Tanglewood Tales, illustriert durch Eleanore Abbott (1911), Philadelphia: G.W. Jacobs & Company
- Jay Cady: The Stake: A Story of the New England Coast, illustriert durch Eleanore Abbott (1912), Philadelphia: G.W. Jacobs & Company, OCLC 11337900
- Robert Louis Stevenson: Kidnapped, illustriert durch Eleanore Abbott (1915), Philadelphia: G.W. Jacobs & Company, OCLC 333026
- Daniel Defoe: Robinson Crusoe, illustriert durch Eleanore Abbott (1919), London
- Jacob Grimm: Grimm's Fairy Tales, illustriert durch Eleanore Abbott (1920), New York: C. Scribner's Sons
- Hans Christian Andersen: Flower Maiden and Other Stories, illustriert durch Eleanore Abbott (1922), Flower Maiden and Other Stories. Edward Shenton.
- Ellen Anderson Gholson Glasgow: The shadowy third, and other stories, illustriert durch Eleanore Abbott (1923), Garden City, New York: Doubleday, Page and Company
- Louisa May Alcott: An Old-Fashioned Girl, illustriert durch Elenore Abbott (1926), Boston: Little, Brown and Company, OCLC 105983
- Robert Louis Stevenson: Treasure Island, illustriert durch Eleanore Abbott (1911), Philadelphia: G.W. Jacobs & Company, OCLC 7602448

### Aquarelle
Die folgenden Aquarellen erstellte sie bis 1916. Die Gemälde wurden bei der Philadelphia Water Color Exhibition ausgestellt:
- Endymion and the Nereids
- The Fairy Tale
- Kerfol
- Lamia
- Madrigal
- The Mother
- Oh, to Line in the Grass with Pan!
- Water

## Galerie

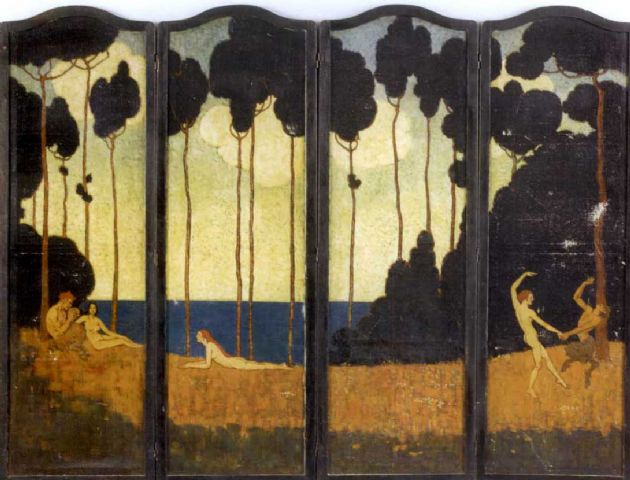
Rose Valley, 1903 oder 1904
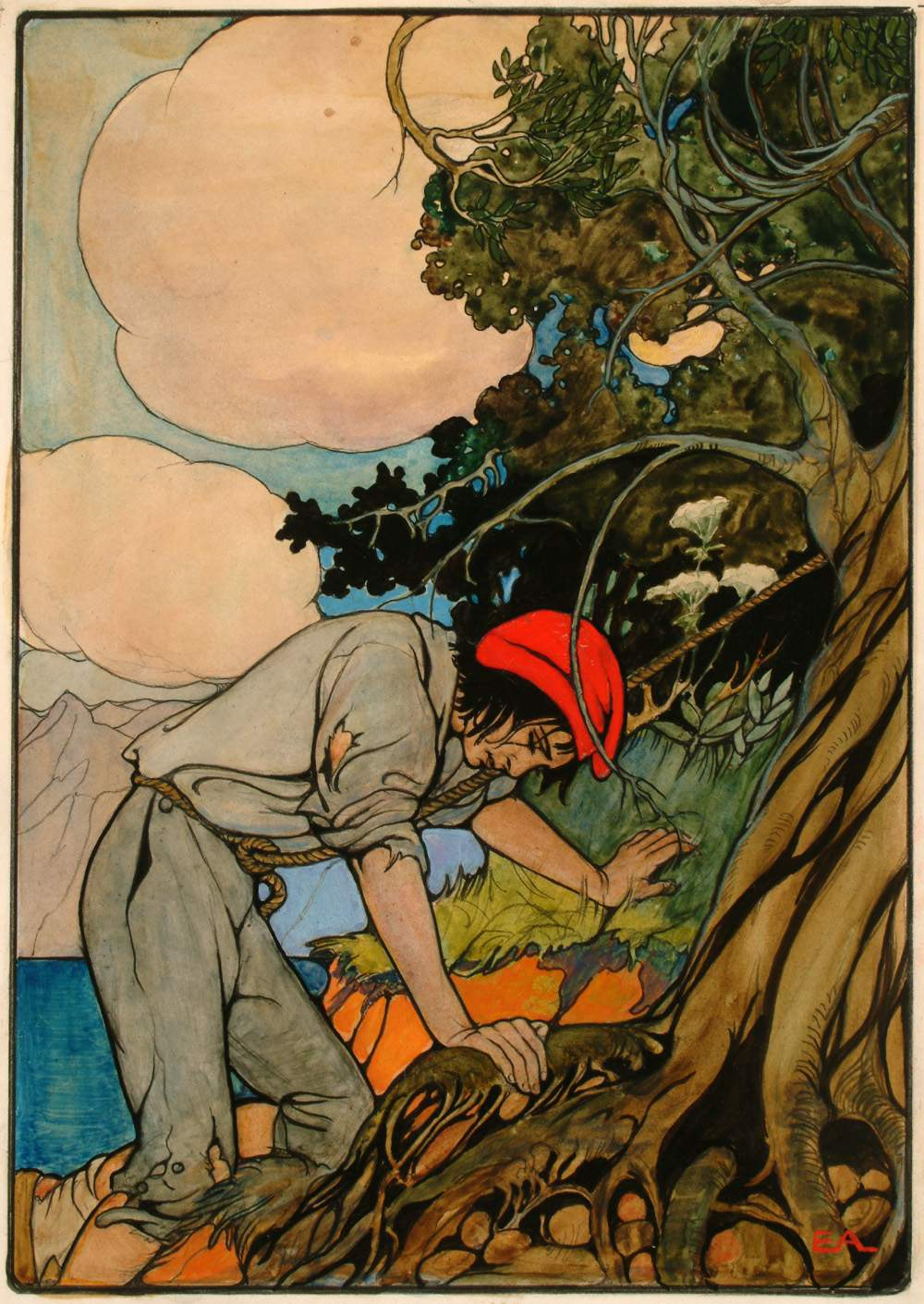
"Now and again I stumbled," für Robert Louis Stevenson's Treasure Island, 1911
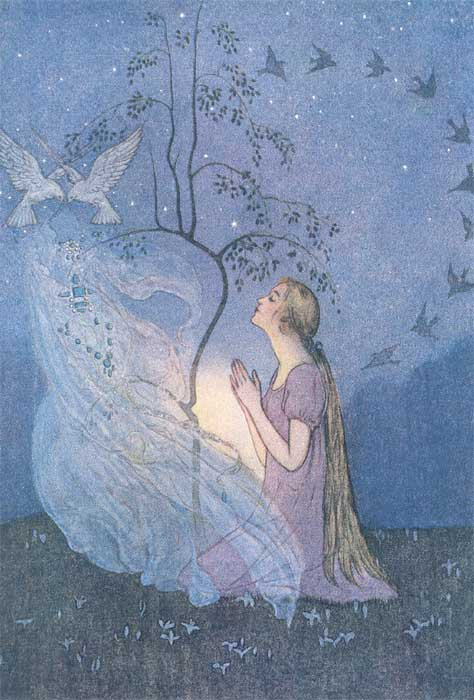
Cinderella, 1920
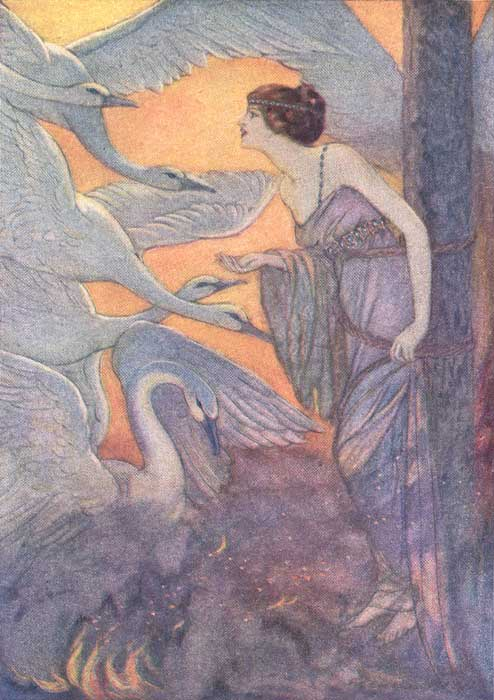
Six Swans, 1920
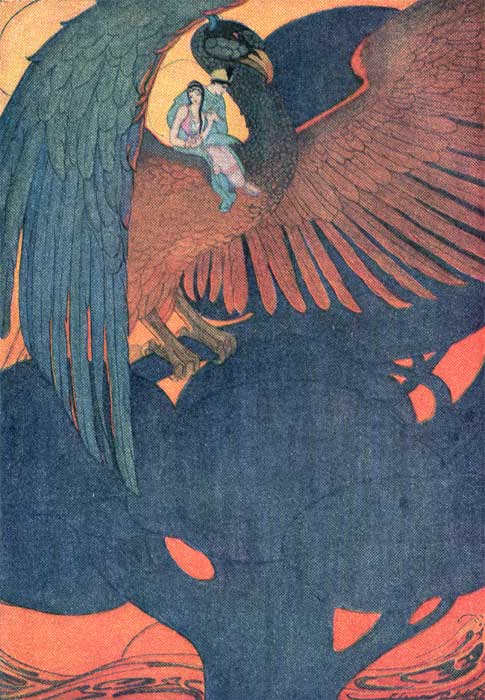
Soaring Lark, 1920
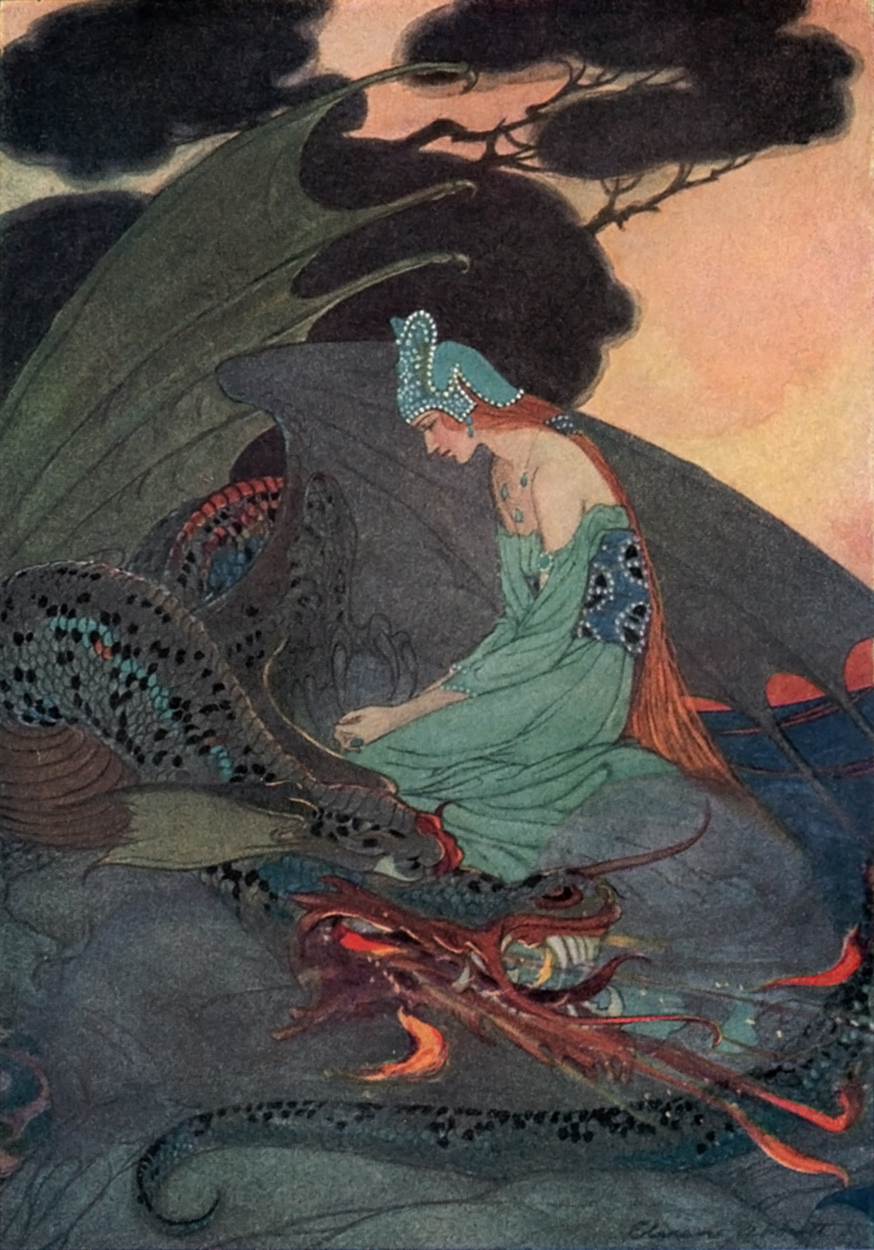
Die zwei Brüder, 1920
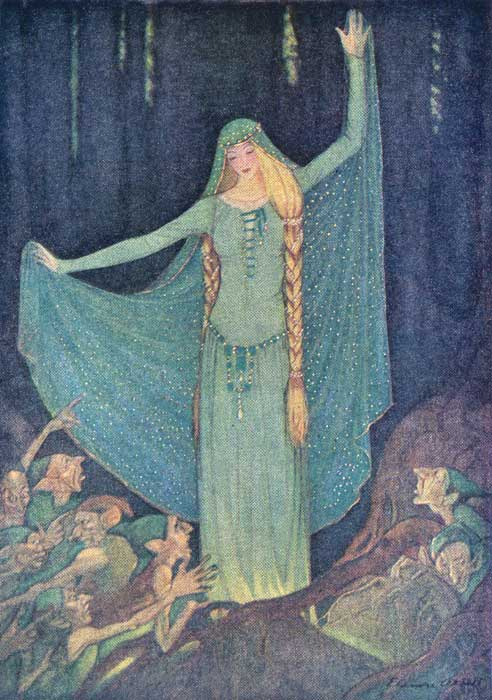
Die beiden Königskinder, 1920

## Sammlungen
- Brandywine River Museum, Chadds Ford, Pennsylvania:
  - Untitled (mother and child), um 1930, Ölmalerei[8]
  - I Was Despairing When the Bird Returned, um 1914, Aquarell auf Zeichenkarton für die Swiss Family Robinson[9]
  - On a Rude Throne Sat the Mother, um 1914, Aquarell auf Zeichenkarton für die Swiss Family Robinson[10]
  - The Cluster of Grapes Were Ripe and Rich, um 1914, Aquarell auf Zeichenkarton für die Robinson Crusoe[11]
  - The Monkey Resumed His Place, um 1914, Aquarell auf Zeichenkarton für die Swiss Family Robinson[12]
  - Louise Porter (portrait), um 1932, Ölmalerei[13]
  - Presently I Found I Was Holding to a Spar, um 1913, Aquarell auf Zeichenkarton für Kidnapped[14]
  - We Retired to Our Airy Castle, um 1914, Aquarell auf Zeichenkarton für die Swiss Family Robinson[15]
- Delaware Art Museum, Wilmington:
  - I Was Awakened by the Light of a Hand Lantern Shining in My Face, 1911, Gouache auf Papier für Treasure Island[16]
  - Now and Again I Stumbled, 1911, Gouache auf Papier für Treasure Island[17]
  - One Glance Was Sufficient, 1911, Aquarell auf Papier für Treasure Island[18]
  - Tell Me Straight Or I'll Break Your Arm, 1911, Aquarell auf Papier für Treasure Island[19]
  - When I Waked, It Was Broad Daylight, 1911, Gouache auf Papier für Treasure Island[20]
- Pennsylvania Academy of the Fine Arts, Philadelphia:
  - The Dance, 1896–1897, Wandgemälde[21]